# Gewone kortneusbuideldas

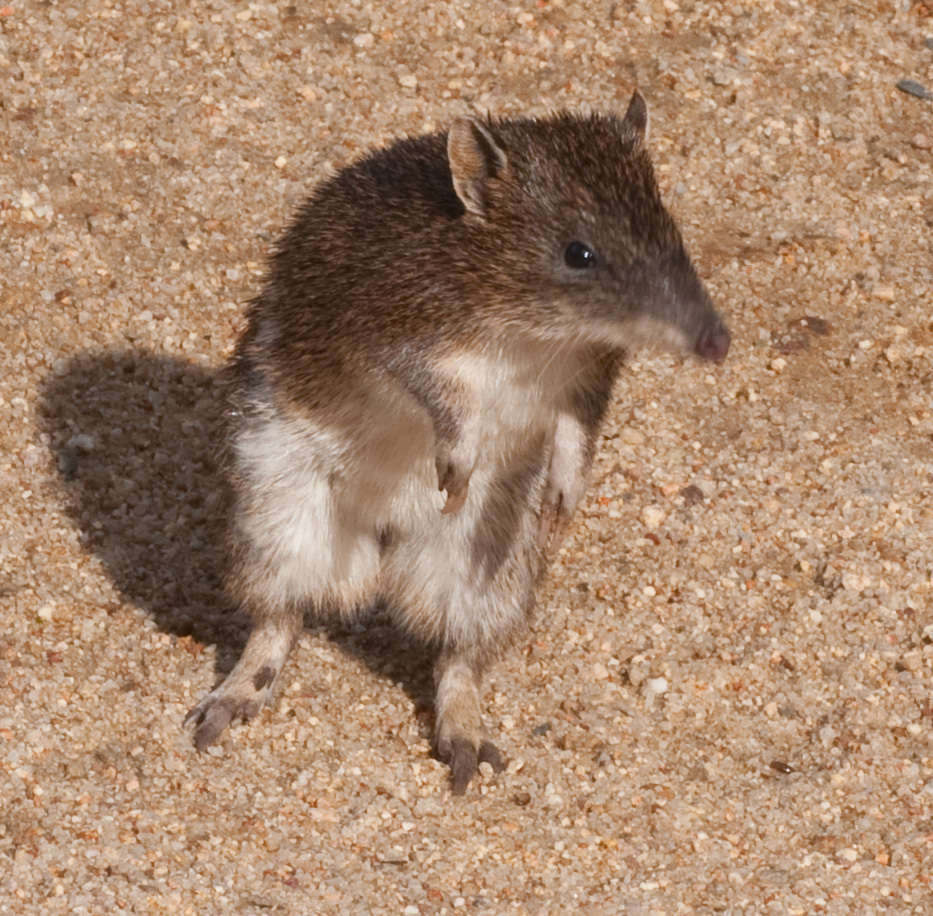

De gewone kortneusbuideldas (Isoodon obesulus) is een mollig, grijsbruin, omnivoor buideldier, dat hoofdzakelijk voorkomt in de zuidelijke kustgebieden van het vasteland van Australië en op Tasmanië. De kop-romplengte bedraagt 280 tot 355 mm, de staartlengte 80 tot 130 mm en het gewicht 500 tot 1500 g bij mannetjes en bij vrouwtjes 400 tot 1000 g. Het leeft in verschillende types leefgebied, met name met enige vegetatie en een bodem waarin zich regenwormen, larven, insecten en wortels bevinden. Het verspreidingsgebied wordt kleiner zodat de soort alleen nog voorkomt steeds dichter bij de kust en waterlopen. Dit suggereert dat deze soort mogelijk minder goed tegen droogte kan dan veel andere buideldieren. De illegale introductie van de vos in Tasmanië in 2001 of 2002 en de mogelijke vestiging ervan zouden kunnen leiden tot een afname van de populaties gewone kortneusbuideldassen, vergelijkbaar met de afname op het vasteland van Australië in de vorige eeuw na de introductie van vos aldaar.

## Beschrijving
Het lichaam is compact en robuust, met een vacht van fijne, korte en borstelige haren die glanzend is bij levende dieren. De meeste haren zijn licht bij de wortels, zwartachtig in het midden en geelachtig aan de punten, wat een bruinig grijs effect geeft. De haren van de ondervacht zijn donkergrijs, maar lichter aan de punten. De geelachtig-grijze buik is het resultaat van grijsachtige borstelharen en bijna witte ondervacht. De relatief korte staart (25-30% van de kop- en lichaamslengte) is bruinachtig van boven en wit van onder. De kleine ronde oren zijn bedekt met fijne geelachtig-grijze haren. Het oog is zwart. De bruine neus is kaal met een middenlijngroef en neusgaten aan de zijkant. Er zijn veel, goed ontwikkelde snorharen. Op de bovenlip liggen 5 rijen met haren die donker zijn aan de basis en licht aan de punten. Op de wangen bevinden zich 6 lange snorharen en meer dan 12 kortere aan elke kant. De duim heeft 3 kootjes, de wijsvinger 2, de middelvinger 4, de ringvinger 5 en de pink slechts 1 rudimentair kootje zonder klauw. Wijs-, middel- en ringvinger hebben onduidelijk afgegrensde, spoelvormige en goed ontwikkelde eeltkussentjes, en eindigen in sterke klauwen. De zool van hand en de voet zijn grofkorrelig en kaal. De derde en vierde teen zijn vergroeid maar hebben wel twee klauwen. Ook de goed ontwikkelde en sterk geklauwde tenen 4 en 5 zijn min of meer vergroeid. De naar achteren openende buidel heeft 8 tepels in een onvolledige cirkel. Volwassen mannetjes zijn ongeveer 40-50% zwaarder van vrouwtjes. Bij dieren uit Tasmanië was de totale lengte bij mannetjes tussen 32,5 en 61 cm en ze hadden een staart van 12 tot 15,7 cm, achterpoot tussen 5,7 en 7,8 cm, en oor van 2,7 tot 3,8 cm lang. Vrouwtjes uit Tasmanië hadden een totale lengte van 34 tot 43 cm, een staart van 11 tot 19,5 cm, de achterpoot tussen 4,5 en 6,7 cm en het oor 2,5 tot 3,6 cm lang. Dieren uit Victoria zijn aanmerkelijk kleiner. De mannetjes zijn hier in totaal 31 tot 57,5 cm, een staart van 9,5 tot 15 cm, achterpoot tussen 4,5 en 7,5 cm, en een oor van 2,4 tot 3,6 cm. De vrouwtjes uit Victoria hebben een totale lengte tussen 25,5 en 46 cm, een staart van 8,5 tot 14,5 cm, een achterpoot tussen 3,8 en 6,4 cm, en het oor is 2,0 to 3,7 cm lang. In het wild kan de gewone kortneusbuideldas 3,5-4 jaar oud worden.

### Genetica
Er zijn zeven paar homologe chromosomen (2n = 14). In alle cellen behalve die in de kiembaan is bij vrouwtjes het tweede X-chromosoom, en bij mannetjes het Y-chromosoom geïnactiveerd.

### Anatomie
De schedel van de gewone kortneusbuideldas heeft een opvallend slanke snuit. De tandformule van de volwassen dieren is 5.1.3.43.1.3.4 × 2 = 32, dat wil zeggen vijf snijtanden, een hoektand, drie valse kiezen en vier ware kiezen in elke helft van de bovenkaak, en dezelfde elementen in de onderkaak behalve dat er daar slechts drie snijtanden zijn. Het totaal aantal gebitselementen is daarmee 48. De blindedarm is ruim en aflopend, en zowel omhoog gericht als puntig aan de punt. De dikke darm is kort en breed.

### Ontwikkeling
De vrouwtjes hebben meerdere spontane ovulaties per jaar met een tussenpoos van ongeveer 3 weken. De draagtijd is minder dan 15 dagen en mogelijk slechts 12 dagen. Het aantal jongen in de buidel is meestal 2 of 3, soms tot 5, duidelijk minder dan de 8 tepels kunnen herbergen. Omdat vrouwtjes tot 4 nesten per jaar kunnen krijgen en bijna 4 jaar kunnen leven, kan een langlevend vrouwtje tot 32 jongen produceren tijdens haar leven. In Tasmanië worden jongen geboren van juli tot februari en vrouwtjes kunnen tot 4 nesten per jaar krijgen. In Victoria, waar de voortplanting in december eindigt, kunnen vrouwtjes tot wel 3 nesten per jaar krijgen. In West-Australië werden nesten elke maand geregistreerd. Belangrijk is dat jongen die vroeg in het jaar geboren worden, in het jaar van hun geboorte volwassen kunnen worden en zich kunnen voortplanten, een ongewone eigenschap voor buideldieren. Met een snelle rijping en tot wel 4 nesten per jaar heeft gewone kortneusbuideldas dus een hoog voortplantingspotentieel, dat kan wedijveren met dat van sommige knaagdieren. Pasgeborenen wegen 350 mg, ontwikkelen zich snel, verlaten de buidel permanent na ongeveer 53 dagen en worden een week later gespeend. De jongen laten los van de tepel en hun ogen gaan open op de helft (of minder) van de leeftijd waarop dit bij buideldieren van vergelijkbare grootte plaatsvindt: 135-140 dagen bij de vleesetende gevlekte buidelmarter en 147 dagen bij de plantenetende langneuspotoroe. Deze kenmerken dragen bij aan de snelle volwassenheid (3-4 maanden) bij de gewone kortneusbuideldas. De veranderende samenstelling van de melk van buideldassen draagt bij aan de uitzonderlijk snelle groei voor het spenen. Voor de 30e dag bevat melk ongeveer 10 g eiwit en vet elk en 7 g suikers per 100 ml. Na 45 dagen wordt de melk veel rijker en dikker met 11 g eiwit, 26 g vet en 15 g suikers.

### Verschillen met verwante soorten
De gewone kortneusbuideldas heeft een gedrongen lichaam met een korte kegelvormige snuit, kleine oren, korte staart en de rug is agoeti-kleurig met haren die elk grijsbruin en zwart gestreept zijn. De tweede en derde teen zijn met elkaar vergroeid maar eindigen wel in twee afzonderlijke klauwen. De schedel is 2,2-2,4 maal zo lang als breed, de hoek tussen het opstaande deel en het naar voren stekende deel van de onderkaak bedraagt minder dan 111°, de breedte van de onderkaak is hoogstens 11 mm, en de staart is 25–30% van de lengte van neuspunt tot staartaanzet. Bij de gouden kortneusbuideldas is de vacht op de rug goudbruin met zwart en de schedel in minder dan 2,05 maal zo lang als breed. De grote kortneusbuideldas heeft een kaakhoek van ten minste 111° is, de onderkaak is minstens 11 mm breed, en de staart 27–45% van de kop-romplengte. Van alle buideldassen lijken de kortneus- en langneusbuideldassen het meest op elkaar. Kortneusbuideldassen zijn groter en zwaarder en hebben kortere, rondere oren die, wanneer ze naar voren liggen, nauwelijks het oog bereiken. De oren van de langneusbuideldassen bedekken het oog wanneer ze naar voren liggen.

## Taxonomie

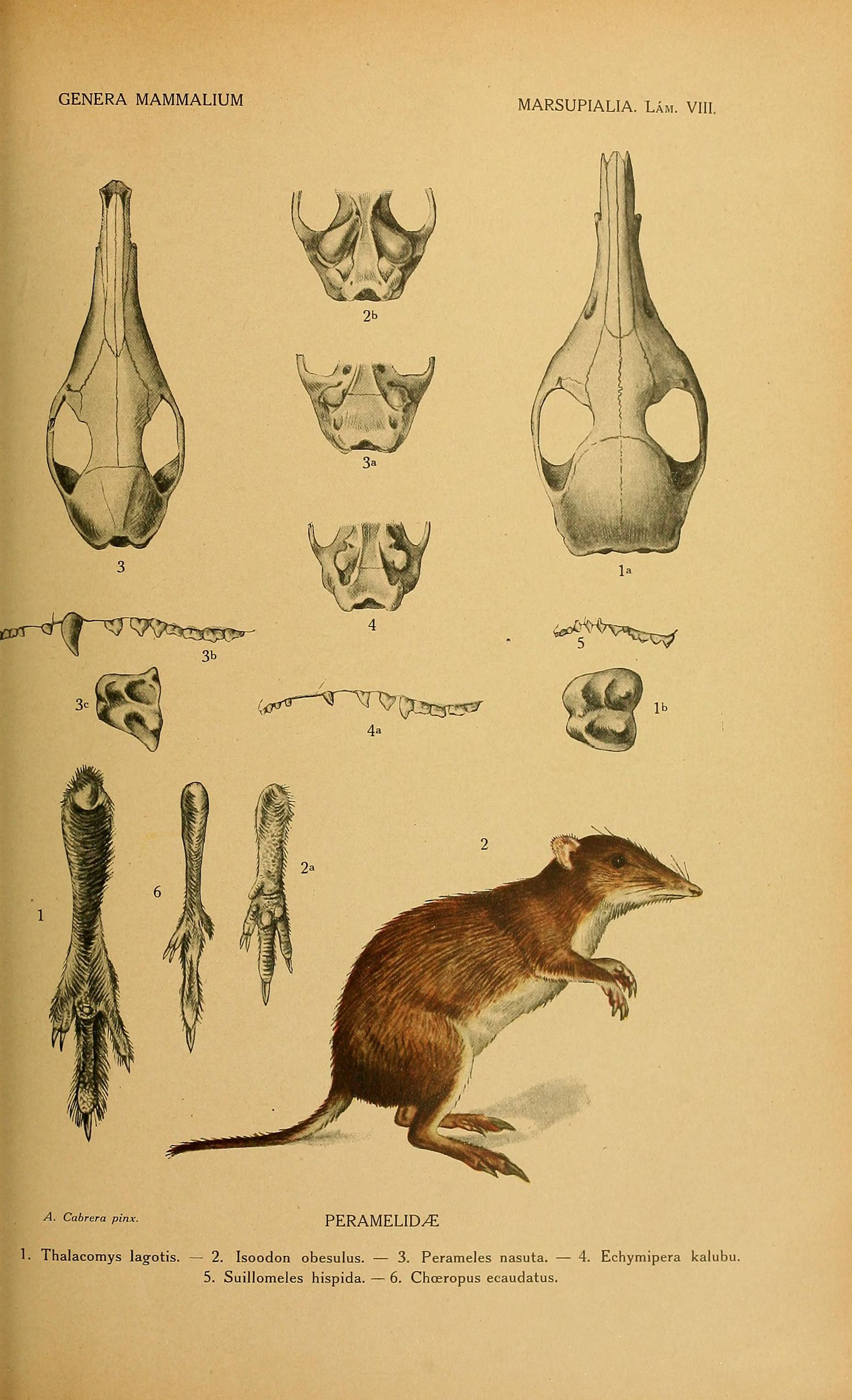
Angel Cabrera - Genera mammalium - Monotremata, Marsupulalia, 1919: Gewone kortneusbuideldas zijn alle afbeeldingen genummerd 2

De gewone kortneusbuideldas is voor het eerst geldig wetenschappelijk beschreven door George Shaw in 1797 die de soort Didelphis obesula noemde. In 1804 meende de Franse natuuronderzoeker Étienne Geoffroy Saint-Hilaire dat deze buideldas geen opossum is, stelt een nieuw geslacht voor en maakt daarmee de nieuwe combinatie Perameles obesula. Anselme Gaëtan Desmarest vond in 1817 dat de kortneusbuideldas niet in hetzelfde geslacht moet worden geplaatst als de spitsneusbuideldassen, stelde een nieuw geslacht voor en maakte zo de combinatie Isoodon obesulus. In 1846 meende George Robert Waterhouse dat een dier afkomstig van Kangaroo Point, nabij Hobart op Van Diemen’s Land (Tasmanië) een andere soort vertegenwoordigde en gaf die de naam Perameles affinis. Michael Rogers Oldfield Thomas die in 1922 een onderzoek publiceerde over de buideldassen onderscheidde Isoodon nauticus, die voorkomt op Nuyts Archipel in Zuid-Australië.
Er worden drie ondersoorten erkent:
- Isoodon obesulus obesulus (Shaw, 1797) – komt voor in zuidoostelijk Australië, in de staat Victoria.
- Isoodon obesulus affinis (Waterhouse, 1846) – komt voor op Tasmanië.
- Isoodon obesulus nauticus Thomas, 1922 – komt voor op de eilanden in Nuyts Archipel.

De populaties op Kangaroo Island en in de Mount Lofty Ranges (Zuid-Australië) vormen mogelijk een apart taxon.

### Verwantschap
De Britse zoöloog John Edward Gray onderscheidde exemplaren afkomstig uit West-Australië en noemde die Perameles fusciventer (nu Isoodon fusciventer) in 1841. Michael Rogers Oldfield Thomas die in 1922 onderscheidde Isoodon peninsulae uit het noorden van het Kaap York-schiereiland in Queensland. Beide werden lange tijd beschouwd als ondersoorten van de gewone kortneusbuideldas, maar een analyse van de verschillen in homoloog DNA hebben uitgewezen dat ze beter als afzonderlijke soorten kunnen worden beschouwd. Uit vergelijking van het ribosomaal RNA wordt afgeleid dat de laatste gemeenschappelijke voorouder van de kortneusbuideldassen en de langneusbuideldassen ongeveer 8 miljoen jaar geleden heeft geleefd.

### Naamgeving
De geslachtsnaam Isoodon is een samenstelling uit het Latijn, iso- betekent gelijk en -odon verwijst naar tanden. Alle tanden in Isoodon zijn pin-achtig en ongeveer gelijk van vorm. Het Latijnse woord obesus betekent mollig of dik, terwijl -ulus een verkleinwoord is. De soortnaam verwijst dus naar het mollige uiterlijk. Andere veelvoorkomende namen zijn quenda in West-Australië, en short-nosed bandicoot of southern short-nosed bandicoot in het Engels.

## Gedrag
De gewone kortneusbuideldas beweegt zich overal door zijn territorium, hoewel gebieden zonder voedsel snel worden gepasseerd. Hij presteert net zo goed als laboratoriumratten in het leren over ruimtelijke mogelijkheden. Individuen vermijden elkaar, behalve tijdens het paarseizoen. Na de eerste interacties leiden contacten tussen mannetjes altijd tot snuffelen, terugtrekken en agressie door het dominante mannetje. De agressor achtervolgde vervolgens meedogenloos de ondergeschikte, sloeg met voorpoten en beet, meestal op de romp. Vrouwtjes vermijden elkaar, net als mannetjes en vrouwtjes, behalve tijdens het paarseizoen.

### Geur
De gewone kortneusbuideldas heeft complexe huidklieren achter de oren. Deze huidkliercomplexen bestaan uit vergrote talgklieren en zweetklieren. Het oppervlak van het kliercomplex heeft een pokdalig uiterlijk met een kleine depressie rond elke haarschacht. Het complex neemt in activiteit zeer sterk toe tijdens het paarseizoen bij beide geslachten, maar vooral bij mannetjes. De scherpe geur die door deze complexen wordt afgescheiden, heeft mogelijk een kalmerende en geruststellende rol in het baltsgedrag.

### Voedsel
De gewone kortneusbuideldas is een omnivoor, die in Tasmanië volwassen en onvolwassen insecten, spinnen, pissebedden, regenwormen, paddestoelen, een reeks van wortels van een- en tweezaadlobbige planten en varens eet. Over het algemeen wordt voedsel gegeten naarmate er mee van beschikbaar is, behalve dat krekels en bramen sterk gewild zijn. In het noorden van Tasmanië aten de dieren voornamelijk ongewervelden, terwijl het enige plantaardige materiaal dat werd gegeten de vrucht van de boksdoorn, Lycium ferocissium was. In het zuiden van Tasmanië aten ze echter veel plantaardige producten, zoals grassen, zaden, klaverwortelknolletjes, plus paddestoelen en een reeks ongewervelden. De gewone kortneusbuideldas vermijdt kikkers, maar hagedissen worden benaderd en aangevallen. De voorpoten brengen nooit voedsel naar de mond, maar werden soms gebruikt om vast te houden. Hoewel de dieren water kunnen drinken met snelle bewegingen van de tong, is drinken zeldzaam omdat dauw, water in hun prooi en metabolisch water meestal aan hun behoeften voldoen.De hoeveelheid trehalase en cellobiase in het slijmvlies van de dunne darm suggereert dat zowel insecten (trehalose is een disacharide die alleen in insecten voorkomt) als plantaardig materiaal (cellobiose wordt gevormd tijdens de afbraak van cellulose) verteerbaar zijn door de gewone kortneusbuideldas.

### Actieve periode
De gewone kortneusbuideldas komt ongeveer 30 minuten na zonsondergang tevoorschijn en blijft 6-8 uur achtereen actief. Er wordt weinig tijd besteed aan verzorging, zo'n 8 minuten per dag, of drinken, met 2 minuten. De soort maakt een nest van versnipperde vegetatie, meestal in een kleine depressie, maar altijd op een goed verborgen en gecamoufleerde locatie. In dichte vegetatie en zonder duidelijke ingang zijn dergelijke nesten moeilijk te detecteren. Het grootste deel van zijn actieve periode brengt het door met eten, snuffelend over de grond om ondergronds voedsel te detecteren door middel van reuk. Met zijn voorpoten krabt hij vervolgens kegelvormige depressies in de grond, tot 8 cm diep. Het gehoor werd niet gebruikt om prooien te vinden.

### Predatoren en concurrenten
De gewone kortneusbuideldas wordt bejaagd door een reeks roofdieren. Op Franklin Island, Zuid-Australië, zijn de kerkuil en de Australische tijgerslang belangrijke roofdieren, terwijl elders katten, vossen, gevlekte buidelmarters en verwilderde honden de voornaamste predatoren zijn. Botten werden gevonden in 10% van de uitwerpselen van rode vossen in Victoria, wat 5,5% van het dieet uitmaakte. Recente veldstudies hebben aangetoond dat gewone kortneusbuideldas niet reageert op de geuren van inheemse of geïntroduceerde roofdieren, wat verder wijst op zijn kwetsbaarheid voor predatie.
Mogelijke concurrenten zijn onder meer de Tasmaanse buideldas in Tasmanië.

## Leefgebied, verspreiding en bescherming

### Leefgebied
Het leefgebied van de gewone kortneusbuideldas is meestal 1 tot 5 hectare groot en de populatiedichtheid is 1 tot 5 per hectare. Dit suggereert dat deze solitaire dieren elkaar mijden. In Victoria leeft de gewone kortneusbuideldas in heidevelden, struikgewas en open bossen en wouden op goed gedraineerde bodems en "droge" heidegemeenschappen. Hoewel oudere heidegemeenschappen de voorkeur lijken te hebben, is voldoende bodembedekking waarschijnlijk belangrijker dan de samenstelling of leeftijd van de vegetatie. In gebieden met veel regenval in het noordoosten van Queensland geeft de soort de voorkeur aan relatief droge bossen die gekenmerkt worden door een hoge overvloed aan grasboom en een hoge struikbedekking in de ondergroei. De wijde verspreiding binnen Tasmanië suggereert dat de gewone kortneusbuideldas in allerlei habitats kan overleve. Hij bewoont voornamelijk droge bossen, struikgewas en gezonde gebieden, met name die met een dichte bodembedekking van struiken zoals Leptospermum en Melaleuca, in lange graslanden (Lomandra longifolia), of in landbouwgebieden die worden gedomineerd door geïntroduceerde planten zoals bramen, gaspeldoorn of de boksdoorn Lycium ferrocissimum. Hoge dichtheden zijn ook vastgesteld in weilanden nabij dichte begroeiing, maar in het zuiden van Tasmanië werden de meeste dieren gevonden in bossen of aan de randen ervan en minder dan 10% in weilanden. De soort koloniseert blijkbaar snel onlangs gekapt en verbrand bos, profiterend van de dichte bodembedekking en voedselbronnen die in pioniersstadia voorkomen.
Het is waarschijnlijk dat overvloed aan ongewervelde prooien, mogelijk gemaakt door regenval, de verspreiding en de populatieomvang van de soort beïnvloedt. In het zuidoosten van Victoria wordt de soort aangetroffen in het laagland op minder dan 50 km van de kust, in de buurt van waterlopen met vochtige grond en in combinatie met heide- of bosvegetatie. Daarom wordt aangenomen dat de gewone kortneusbuideldas veel minder tolerant is voor droogte dan veel andere buideldieren.

### Verspreiding
Ten tijde van de vestiging door Europeanen was de gewone kortneusbuideldas algemeen in een groot deel van het vasteland van Australië, van de regio Sydney zuidwaarts en westwaarts tot Adelaide, en op het eiland Tasmanië. Sindsdien is het areaal gekrompen, als reactie op het verlies van leefgebied en geïntroduceerde roofdieren. In New South Wales zijn er zo weinig waarnemingen na 1970 dat de soort als zeldzaam wordt beschouwd. In New South Wales komt de soort voornamelijk voor in de nationale parken Ku-ring-gai Chase en Garigal net ten noorden van Sydney en in de uiterste zuidoosthoek, waaronder Nationaal park Ben Boyd en Nadgee Nature Reserve. Tussen deze gebieden is de soort aangetroffen in een klein aantal nationale parken en staatsbossen. Behalve populaties in de Grampian en Dandenonggebergten, is deze buideldas beperkt tot kustvlaktes en rivierdelta's van Victoria. In de Grampians leven populaties op hoogtes tot 1000 m. De soort is afwezig op de eilanden van de Staat Victoria, ondanks grote stukken schijnbaar geschikt leefgebied. gewone kortneusbuideldas is wijdverspreid in Tasmanië en is waargenomen als doodgereden of gevangen exemplaren in vrijwel de hele staat, behalve op het centrale plateau. De grootste concentraties lijken te zijn in het zuidoostelijke kwart en het noordelijk kustgebied, streken met rijke bodems en matige regenval. Hoewel de soort tegenwoordig alleen op West Sister eiland in de Furneauxgroep in de Bass Strait voorkomt, zijn er fossielen bekend op 3 andere eilanden. Op Flinderseiland stierven ze in de loop van de 20e eeuw uit. Ook op de westelijke Bass Strait-eilanden kwamen ze voor, maar niet op het meest afgelegen King Island. In Zuid-Australië wordt de soort nog aangetroffen in bossen op het Eyre-schiereiland, in de Mount Lofty Ranges en op het schiereiland Fleurieu, in het uiterste zuidoosten van de staat, en op Kangaroo Island, waar het het veiligst is, bij afwezigheid van vossen.

### Bedreiging en behoud
De verspreiding van de gewone kortneusbuideldas is aanzienlijk gekrompen sinds de Europese kolonisatie van Australië. Populaties in New South Wales en South Australia worden beschouwd als bedreigd en kwetsbaar onder de respectievelijke staatswetgevingen, en Isoodon obesulus obesulus staat vermeld als bedreigd onder de Federal Environment Protection and Biodiversity Conservation Act van 1999.. Bedreigingen zijn onder andere gewijzigde brandregimes, predatie door geïntroduceerde roofdieren (met name vossen en katten), habitatfragmentatie en landontginning. De illegale introductie van de vos in Tasmanië in 2001 of 2002 en de mogelijke vestiging ervan zouden echter kunnen leiden tot een afname van de populaties vergelijkbaar met die in de vorige eeuw op het vasteland van Australië na de introductie van de vos aldaar. Het vergiftigen van vossen met natriumfluoracetaat heeft ervoor gezorgd dat populatie van kortneusbuideldassen op verschillende plaatsen op het vasteland van Australië weer is toegenomen, een indicatie van de het rampzalige effect van de vos. Onderdoorgangen, bedoeld om gefragmenteerde populaties te verbinden die gescheiden zijn door nieuwe snelwegen, kunnen leiden tot afnames wanneer vossen dezelfde onderdoorgangen gebruiken. De status van de International Union for Conservation of Nature and Natural Resources voor de soort werd vermeld als minste zorg, met een dalende populatietrend.